# Pikardija
Pikardija (fra. Picardie) je bivša (1982. – 2015.) francuska regija na sjeveru Francuske, a bila je podijeljena na tri departmana: Aisne, Oise i Somme.

## Povijest
Današnja regija Pikardija je mnogo veća od povijesne provincije Pikardije. U prošlosti je jug departmana Aisne i veći dio departmana Oise bili dijelovi provincije Île-de-France, dok je sjever departmana Aisne i departman Somme bili u Pikardiji. 

## Ekonomija
Dok na sjeveru regije u industrijskom području Saint-Quentin vlada kriza, jug je sve bogatiji zbog velikog broja Parižana koji se većinom sele u departman Oise, gdje se nalaze najudaljenija predgrađa Pariza.

## Zemljopis
Pikardija je smještena na sjeveru Pariške zavale, te je pod velikim utjecajem mora i Pariza. Ona je zona vrlo razvijene poljoprivrede.

## Stanovništvo
Između 1990.-te i 1999.-te populacija departmana Oise rasla je brzinom od 0.61% godišnje, dok je departman Aisne izgubio dosta stanovništva, a stanovništvo u departmanu Somme je jedva poraslo, brzinom od 0.16% godišnje. Danas, 41.3% stanovništva Pikardije živi u departmanu Oise, koji povijesno nije dio Pikardije.

## Administracija
Generalno vijeće Pikardije se sastoji od 57 zastupničkih mjesta. Na izborima 2004. većinu mjesta (34) je dobila koalicija PS - PCF -  PRG - Les Verts (Socijalističke partije Francuske, Komunističke partije Francuske, Stranke radikalne ljevice i Zelenih). Koalicija dvije desne stranke UDF - UMP je dobila 15 mjesta, a radikalno desna FN (Nacionalna fronta) je dobila 8 mjesta.

## Vanjske poveznice
- Službena stranica regionalnog vijeća  Arhivirana inačica izvorne stranice od 23. veljače 2011. (Wayback Machine)
- Turizam u departmanu Aisne  Arhivirana inačica izvorne stranice od 15. kolovoza 2016. (Wayback Machine)
- Otkrijte Somme u slikama

|  | Portal Francuske – Pristup člancima s tematikom o Francuskoj. |